# Jacques Clavé
Pas d'image ? Cliquez ici

a Compétitions nationales et continentales officielles uniquement.

Dernière mise à jour le 28 avril 2023.
Jacques Clavé, né le 4 mai 1943 à Hagetmau et mort le 9 janvier 2023 à Mont-de-Marsan est un joueur de rugby à XV français. Joueur vif, il évoluait au poste d'ailier.
Il a commencé sa carrière à au sein du Sport athlétique hagetmautien, puis rejoint la Section paloise avec laquelle il est champion de France en 1964. Clavé évolue ensuite au Stade montois.

## Carrière de joueur

### En club
- Sport athlétique hagetmautien
- Section paloise[5]
- Stade montois

## Palmarès

### Avec la Section paloise
- Championnat de France de première division :
  - Champion (1) : 1964
- Challenge Yves du Manoir :
  - Finaliste (1) : 1964